# USS Cole (DDG-67)
Pour les autres navires du même nom, voir USS Cole.
L’USS Cole (DDG-67) est le 17e destroyer multirôle de la classe Arleigh Burke de l’US Navy. Le 12 octobre 2000, l'USS Cole a été victime d'une attaque avec une embarcation piégée à Aden, (Yémen).

## Origine du nom
L'USS Cole honore Samuel Darrell Cole (1920-1945), du Corps des Marines des États-Unis. Le sergent Cole a reçu la Medal of Honor du Congrès à titre posthume pour bravoure lors de l'invasion d'Iwo Jima.

## Histoire et déploiement du navire
Commandé en 1991, l'USS Cole fut construit par les chantiers navals Ingalls (division construction navale de Northrop Grumman) et mis en service le 8 juin 1996. Il fut affecté à l'escadron de destroyers 22 basé à Norfolk (Virginie).
En 2000, il fut intégré au groupe aéronaval de l'USS George Washington (CVN-73).
Le 12 octobre 2000, alors qu'il était amarré à Aden (Yémen), l'USS Cole fut frappé par une embarcation piégée, qui perfora la coque, tua 17 marins et en blessa 50 autres. Les deux kamikazes pilotant l'embarcation périrent aussi dans cet attentat-suicide, qui fut revendiqué par l'Armée islamique d’Aden et par Al-Qaïda.
Onze des marins, deux femmes et neuf hommes, grièvement atteints, furent évacués en pleine nuit vers divers hôpitaux ou cliniques d'Aden, par un Transall (C-160) des Forces françaises à Djibouti (FFDJ), aménagé en version d'évacuation sanitaire lourde ; hospitalisés à l'hôpital militaire français Bouffard de Djibouti, certains durent être de nouveau opérés. Tous les chirurgiens, médecins, infirmiers, aviateurs, ambulanciers et autres des forces françaises furent mobilisés pour les soigner. Quelques jours plus tard, un DC-9 médicalisé des forces américaines, basé en Allemagne, se posa à Djibouti pour rapatrier ses soldats.
Le 13 décembre 2000, l'USS Cole fut ramené aux États-Unis, à Pascagoula (Mississippi). En septembre 2001, l'ensemble de l'équipage présent sur le navire au moment de l'explosion est décoré du Combat Action Ribbon.
Après quatorze mois de travaux, il fut remis en service, avec des améliorations qui le rapprochent des autres Arleigh Burke plus récents que lui. L'antenne radar AN/SPY-1 endommagée par l'attaque est transférée sur une installation d'essai à terre, le USS Rancocas (en).
Le 29 novembre 2003, l’USS Cole fut intégré à la Force permanente de l'OTAN en Méditerranée.

## Procès pour l'attaque de 2000
Voir aussi détenus de Guantanamo.
Après l'attentat-suicide d'octobre 2000, un certain Abd al-Rahim al-Nashiri a été capturé fin 2002 aux Émirats arabes unis, puis transféré à la CIA. Le 6 février 2008, le directeur de la CIA, Michael Hayden, confirma qu'al-Nashiri, ainsi que Khalid Cheikh Mohammed et Abu Zubayda avaient subi [Quand ?] le supplice par l'eau (waterboarding),,. Al-Nashiri fut transféré, en dehors de tout cadre judiciaire, au centre de détention de Guantanamo fin 2006, puis accusé en décembre 2008 par la Commission militaire de Guantánamo,.
Après la prise de fonctions en janvier 2009 du nouveau président américain Barack Obama, celui-ci décida de suspendre par un ordre exécutif les procès militaires tenus en dehors du cadre judiciaire américain, et de fermer à terme Guantanamo. Néanmoins, fin janvier 2009, James Pohl, le juge militaire chargé du procès Al-Nashiri, refusa de se soumettre aux directives de l'administration Obama lui demandant de suspendre son procès. Cependant, Susan Crawford (en), la magistrate chargée de superviser les juridictions militaires de Guantanamo, a finalement décidé de suspendre les charges pesant contre Al-Nashiri, « sans préjudice » (c'est-à-dire qu'elles pourront être reprises), interrompant ainsi la procédure comme le demandait le président Obama.

## Galerie

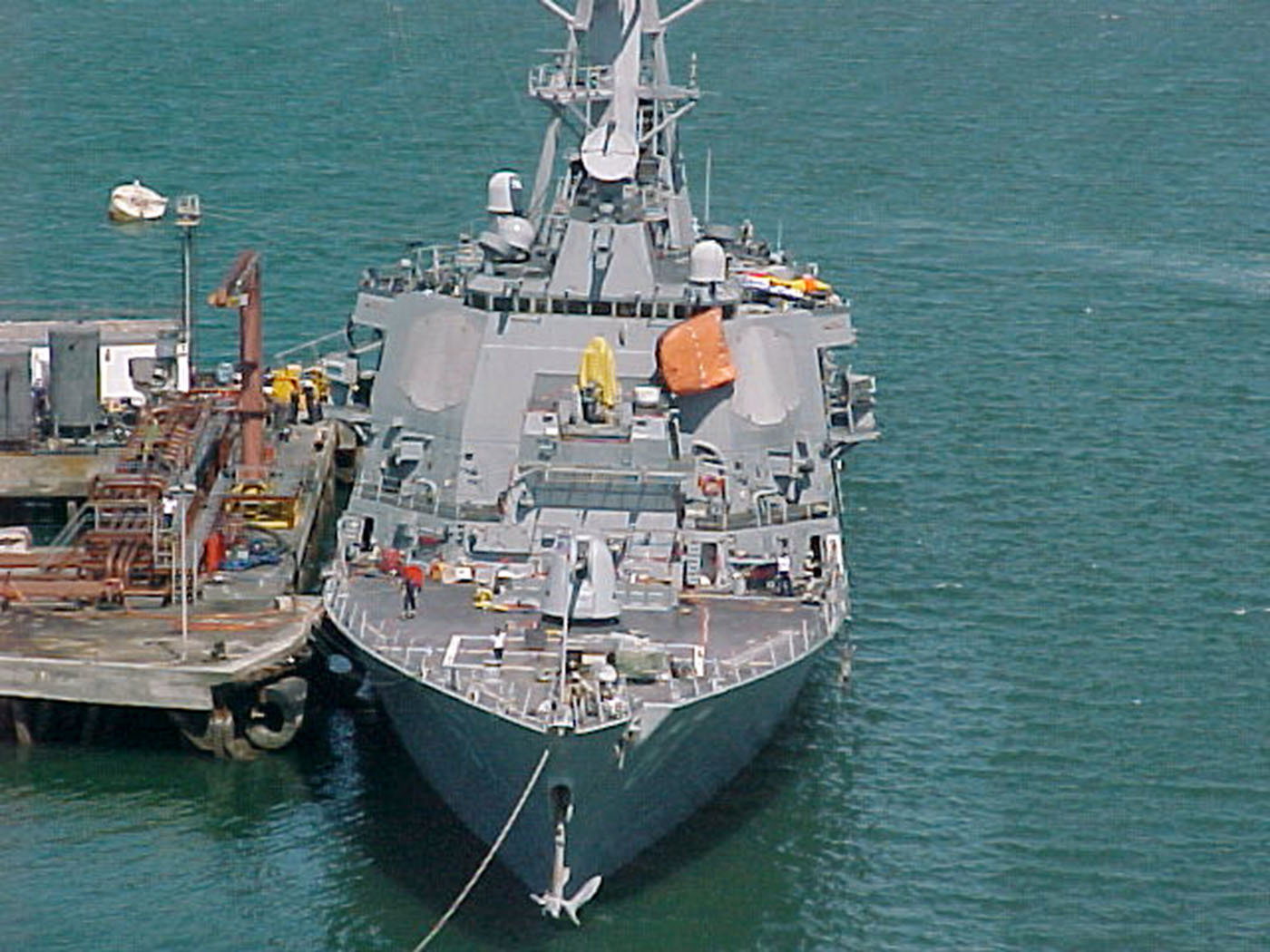
L'USS Cole le 15 octobre 2000 faisant le plein de carburant.
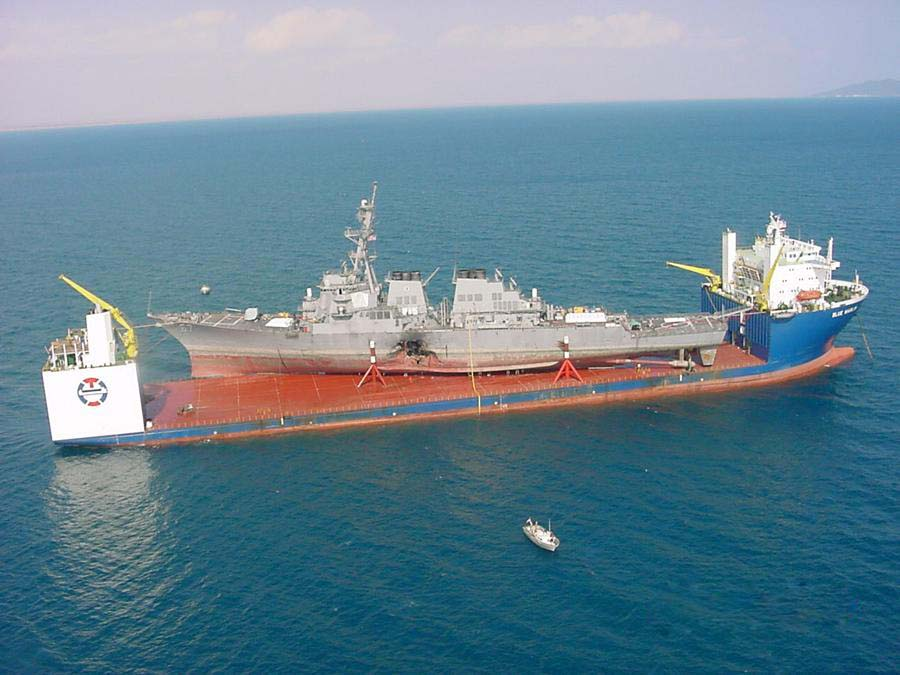
L’USS Cole transporté par le Blue Marlin, après l'attaque.

## Sources
- (en) GlobalSecurity.org

- (en) Cet article est partiellement ou en totalité issu de l’article de Wikipédia en anglais intitulé « USS Cole (DDG-67) » (voir la liste des auteurs).